# Cratere Koshoba
Koshoba  è un cratere sulla superficie di Marte.